# Žena s konvicí vody

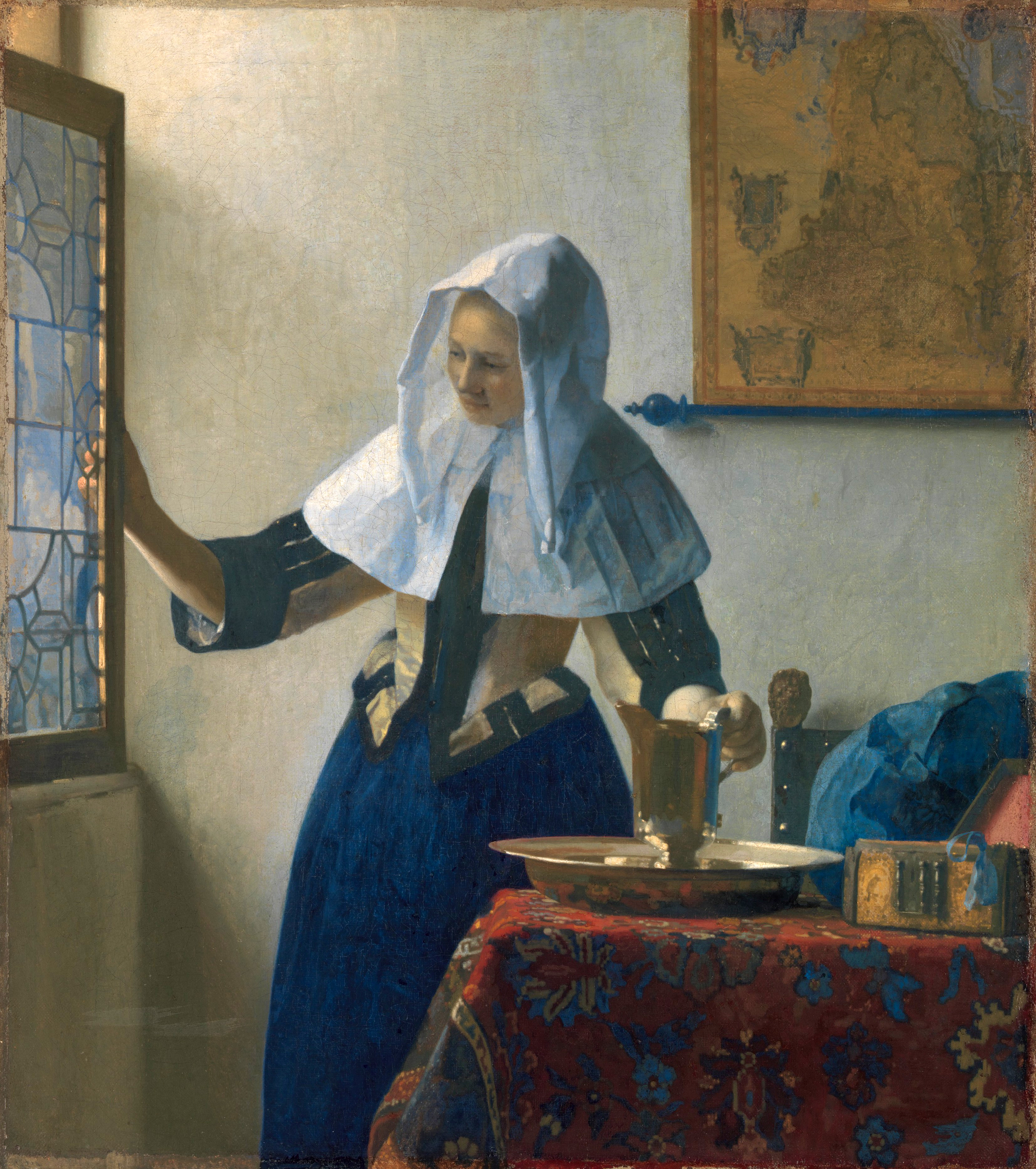
Jan Vermeer, Žena s konvicí vody,, cca 1658-1662

Žena s konvicí vody nebo Žena u okna (nizozemsky Vrouw met waterkan) je obraz (olej na plátně) nizozemského barokního malíře Jana Vermeera datovaný do let 1658-1662. Plátno není signováno. V současnosti je součástí sbírek Metropolitan Museum of Art v New Yorku.

## Historie
Obraz měl řadu majitelů, jeho nejstarší historie však není známá. První zprávy o něm se objevují až počátkem 19. století; protože není signován, byl zpočátku připisován Pieterowi de Hooch a Gabriëlovi Metsu:
- 1801 (?): obraz získal Robert Vernon (†1849), Buckinghamshire, Londýn
- 21. dubna 1877: obraz zakoupil Colnaghi, Londýn, na prodeji sbírky Roberta Vernona w Christie's, Londýn (jako ‘Lady at Table–Ewer and Dish’ od Gabriëla Metsu)
- 1878: obraz koupil Mervyn Wingfield, 7th Viscount Powerscourt (1836-1904), Powerscourt u Enniskerry, co. Wicklow, Ireland, od Colnaghi, Londýn (stále jako dílo Gabriëla Metsu)
- 1887 (?): obraz získal Agnew, Londýn
- 1887 (?): obraz získali Bourgeois Frères, Paříž
- před 1887: Charles Pillet, Paryż
- 1887: obraz zakoupil za 800 USD Henry Gurdon Marquand (1819-1902), New York, od Charles Pillet, Paříž
- 1889: Henry Gurdon Marquand, New York, věnoval do Metropolitního muzea v New Yorku.

Jde o první Vermeerův obraz, jenž byl získán do sbírek v Novém světě.

## Popis
Obraz (olej na plátně, výška 45,7 cm, šířka 40,6 cm) představuje mladou ženu uvnitř obytné místnosti, stojící poblíž okna. Okno, jež se nachází na levé straně, je opatřeno vitráží – možná stejnou, jako na obrazech Sklenka vína i Dáma a dva pánové, kde je vitráž vidět celá. Někteří badatelé se domnívají, že totéž okno se nachází i na obraze Hodina hudby. V místnosti se dále nachází stůl, přikrytý pestrobarevným kobercem, na němž stojí kazeta se šperky a (patrně) stříbrná konvice na velké ploché stříbrné míse. Za stolem stojí židle s kusem modré látky a na stěně proti divákovi mapa, představující 17 nizozemských provincií. Žena se sklopenýma očima stojí mezi oknem a stolem, jednou rukou drží džbán za ucho a druhou otevírá nebo zavírá okno. Na sobě má tmavěmodrou sukni a černožlutý živůtek s širokým bílým límcem, na hlavě bílou roušku.
Obraz je typický pro období mistrovy zralosti. Je jedním z těch, jež namaloval Vermeer počátkem 60. let 17. století, kdy přešel k jednodušším formám, využívaje v obraze pouze jednu postavu, s důrazem na využití světla. Na obraze převládají barvy, jež jsou pro Vermeera příznačné: citrónově žlutá, modrá, sytě růžová. Na obraze jsou zachyceny předměty typické pro nizozemské malířství: židle, mapa pověšená na zdi, stůl v popředí. Barevné odstíny na některých místech obrazu, např. na pokrývce hlavy, působí téměř jako akvarel, úžasné jsou odlesky na stříbrné konvici.
Většina Vermeerových obrazů, představujících ženy, kritizuje různé nešvary, mj. samolibost a opilství. Naopak Žena se džbánem vody a dvě další plátna, Krajkářka a Mlékařka, ukazují pozitivní vzory.

### Detaily obrazu

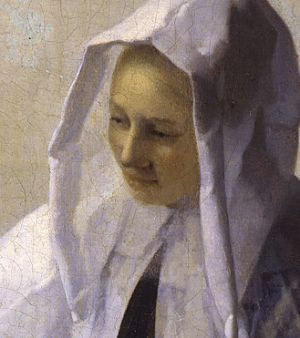
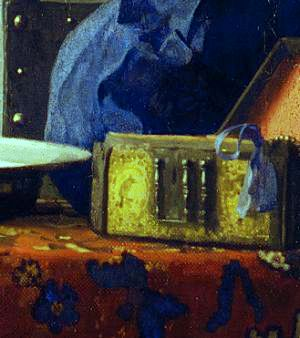
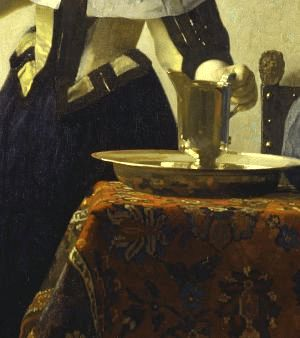
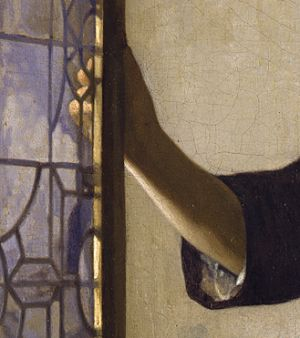